# Super League XVII
Die Super League XVII (aus Sponsoringgründen auch als Stobart Super League XVII bezeichnet) war im Jahr 2012 die siebzehnte Saison der Super League in der Sportart Rugby League. Den ersten Tabellenplatz nach Ende der regulären Saison belegten die Wigan Warriors, die im Halbfinale gegen die Leeds Rhinos ausschieden. Diese gewannen im Finale 26:18 gegen die Warrington Wolves und gewannen damit zum sechsten Mal die Super League.

## Tabelle
|     | Team                       | Spiele | Siege | Unent. | Ndlg. | Spiel- punkte | Diff. | Tabellen- punkte |
| --- | -------------------------- | ------ | ----- | ------ | ----- | ------------- | ----- | ---------------- |
| 01. | Wigan Warriors             | 27     | 21    | 0      | 6     | 994:449       | + 545 | 42               |
| 02. | Warrington Wolves          | 27     | 20    | 1      | 6     | 909:539       | + 370 | 41               |
| 03. | St Helens                  | 27     | 17    | 2      | 8     | 795:480       | + 315 | 36               |
| 04. | Dragons Catalans           | 27     | 18    | 0      | 9     | 812:611       | + 199 | 36               |
| 05. | Leeds Rhinos               | 27     | 16    | 0      | 11    | 823:662       | + 209 | 32               |
| 06. | Hull FC                    | 27     | 15    | 2      | 10    | 696:621       | + 75  | 32               |
| 07. | Huddersfield Giants        | 27     | 14    | 0      | 13    | 699:664       | + 28  | 28               |
| 08. | Wakefield Trinity Wildcats | 27     | 13    | 0      | 14    | 633:764       | - 131 | 26               |
| 09. | Bradford Bulls             | 27     | 14    | 1      | 12    | 633:756       | - 123 | 23*              |
| 10. | Hull Kingston Rovers       | 27     | 10    | 1      | 16    | 753:729       | + 24  | 21               |
| 11. | Salford City Reds          | 27     | 8     | 1      | 18    | 618:844       | − 226 | 17               |
| 12. | London Broncos             | 27     | 7     | 0      | 20    | 588:890       | − 302 | 14               |
| 13. | Castleford Tigers          | 27     | 6     | 0      | 21    | 554:948       | − 394 | 12               |
| 14. | Widnes Vikings             | 27     | 6     | 0      | 21    | 532:1082      | − 550 | 12               |

- Bradford wurden am 25. Juli 6 Punkte abgezogen wegen Anmeldung von Administration[1].

## Playoffs

### Qualifikations/Ausscheidungs-Playoffs
| 14. September 20:00 | Wigan Warriors | 46 : 6 | Dragons Catalans | DW Stadium, Wigan Zuschauer: 7.232 Schiedsrichter: Richard Silverwood |
| 14. September 20:00 |                |        |                  | DW Stadium, Wigan Zuschauer: 7.232 Schiedsrichter: Richard Silverwood |

| 15. September 18:00 | Warrington Wolves | 6 : 28 | St Helens | Halliwell Jones Stadium, Warrington Zuschauer: 10.190 Schiedsrichter: Ben Thaler |
| 15. September 18:00 |                   |        |           | Halliwell Jones Stadium, Warrington Zuschauer: 10.190 Schiedsrichter: Ben Thaler |

| 15. September 20:00 | Leeds Rhinos | 42 : 20 | Wakefield Trinity Wildcats | Headingley Carnegie Stadium, Leeds Zuschauer: 9.044 Schiedsrichter: Steve Ganson |
| 15. September 20:00 |              |         |                            | Headingley Carnegie Stadium, Leeds Zuschauer: 9.044 Schiedsrichter: Steve Ganson |

| 16. September 18:00 | Hull FC | 46 : 10 | Huddersfield Giants | KC Stadium, Hull Zuschauer: 8.662 Schiedsrichter: Jamie Child |
| 16. September 18:00 |         |         |                     | KC Stadium, Hull Zuschauer: 8.662 Schiedsrichter: Jamie Child |

### Viertelfinale
| 21. September 20:45 | Dragons Catalans | 20 : 27 | Leeds Rhinos | Stade Gilbert Brutus, Perpignan Zuschauer: 11.523 Schiedsrichter: Ben Thaler |
| 21. September 20:45 |                  |         |              | Stade Gilbert Brutus, Perpignan Zuschauer: 11.523 Schiedsrichter: Ben Thaler |

| 22. September 18:45 | Warrington Wolves | 24 : 12 | Hull FC | Halliwell Jones Stadium, Warrington Zuschauer: 7.323 Schiedsrichter: Richard Silverwood |
| 22. September 18:45 |                   |         |         | Halliwell Jones Stadium, Warrington Zuschauer: 7.323 Schiedsrichter: Richard Silverwood |

### Halbfinale
| 28. September 20:00 | Wigan Warriors | 12 : 13 | Leeds Rhinos | DW Stadium, Wigan Zuschauer: 8.235 Schiedsrichter: Richard Silverwood |
| 28. September 20:00 |                |         |              | DW Stadium, Wigan Zuschauer: 8.235 Schiedsrichter: Richard Silverwood |

| 29. September 18:15 | St Helens | 18 : 36 | Warrington Wolves | Langtree Park, St Helens Zuschauer: 12.715 Schiedsrichter: Ben Thaler |
| 29. September 18:15 |           |         |                   | Langtree Park, St Helens Zuschauer: 12.715 Schiedsrichter: Ben Thaler |

### Grand Final
| 6. Oktober 2012 18:00 | Leeds Rhinos | 26 : 18 | Warrington Wolves                                                                      | Old Trafford, Trafford Zuschauer: 70.676 Schiedsrichter: Richard Silverwood |
| 6. Oktober 2012 18:00 | Versuche: Sinfield 18. erh. Jones-Bishop 28. erh. Ablett 60. erh. Hall 71. erh. Erhöhungen: Sinfield (4/4) Straftritte: Sinfield 24. | (14:14) | Versuche: Myler 3. erh. J. Monaghan 37. erh. Atkins 45. erh. Erhöhungen: Hodgson (3/3) | Old Trafford, Trafford Zuschauer: 70.676 Schiedsrichter: Richard Silverwood |

| 4                  | Zak Hardaker         |
| 2                  | Ben Jones-Bishop     |
| 3                  | Kallum Watkins       |
| 12                 | Carl Ablett          |
| 5                  | Ryan Hall            |
| 13                 | Kevin Sinfield       |
| 6                  | Danny McGuire        |
| 8                  | Kylie Leuluai        |
| 7                  | Rob Burrow           |
| 10                 | Jamie Peacock        |
| 11                 | Jamie Jones-Buchanan |
| 15                 | Brett Delaney        |
| 16                 | Ryan Bailey          |
| Auswechselspieler: |                      |
| 17                 | Ian Kirke            |
| 20                 | Darrell Griffin      |
| 25                 | Stevie Ward          |
| 31                 | Shaun Lunt           |

| 1                  | Brett Hodgson    |
| 5                  | Joel Monaghan    |
| 19                 | Stefan Ratchford |
| 4                  | Ryan Atkins      |
| 2                  | Chris Riley      |
| 6                  | Lee Briers       |
| 7                  | Richie Myler     |
| 20                 | Chris Hill       |
| 14                 | Mickey Higham    |
| 13                 | Ben Harrison     |
| 11                 | Trent Waterhouse |
| 12                 | Ben Westwood     |
| 13                 | Simon Grix       |
| Auswechselspieler: |                  |
| 8                  | Adrian Morley    |
| 9                  | Michael Monaghan |
| 16                 | Paul Wood        |
| 17                 | Michael Cooper   |

## Statistik
Meiste erzielte Versuche
|    | Name           | Versuche | Verein            |
| -- | -------------- | -------- | ----------------- |
| 1. | Josh Charnley  | 31       | Wigan Warriors    |
| 2. | Sam Tomkins    | 29       | Wigan Warriors    |
| 3. | Ryan Hall      | 26       | Leeds Rhinos      |
| 4. | Ryan Atkins    | 23       | Warrington Wolves |
| 4. | Chris Riley    | 23       | Warrington Wolves |
| 6. | George Carmont | 20       | Wigan Warriors    |
| 6. | Joel Monaghan  | 20       | Warrington Wolves |
| 8. | Paul Wellens   | 19       | St Helens         |
| 9. | Vincent Duport | 18       | Dragons Catalans  |
| 9. | Danny McGuire  | 18       | Leeds Rhinos      |